# Folsomides urumqiensis
Folsomides urumqiensis är en urinsektsart som beskrevs av Hao och Huang 1995. Folsomides urumqiensis ingår i släktet Folsomides och familjen Isotomidae. Inga underarter finns listade i Catalogue of Life.